# Alexander Escobar Gañán
Alexander Escobar Gañán (Cali, Valle del Cauca, Colombia; 8 de febrero de 1965) es un exfutbolista y entrenador colombiano. En la actualidad se desempeña como asistente de campo del América de Cali. Se destacó como mediocampista de armado principalmente en el América de Cali, la Liga Deportiva Universitaria de Quito y la Selección Colombia; es a la fecha el jugador con más partidos disputados en la historia del América y tal vez uno de los jugadores extranjeros más importantes en la historia de la Liga de Quito.

## Trayectoria como jugador

### Clubes
Nació en Cali el 8 de febrero de 1965 en el barrio Obrero, un sector popular de la capital vallecaucana, caracterizado también por tener una gran cantidad de hinchas americanos. Escobar era un volante inteligente, creativo, hábil con la zurda, apto para ser el eje del equipo, gran armador y estupendo lanzador de pases largos, así como un eximio cobrador de tiros libres. Su padre es Hernán Escobar Echeverry, ex-marcador central de Atlético Nacional, Independiente Medellín y América.
Desde niño manifestó ser hincha americano, con este club alcanzó los logros deportivos más importantes de su carrera. 
Integró la selección juvenil del Valle del Cauca entre 1982 y 1983, de allí pasó al América donde debutó con 19 años, el 4 de marzo de 1984, enfrentando al Deportes Tolima en Ibagué (derrota 1-0) disputó 38 juegos en su primer año y desde entonces se consolidó en el equipo de los Diablos Rojos haciendo una dupla de lujo con Antony de Ávila; en esos primeros años con los Diablos hizo parte de un conjunto popularmente conocido como 'Los Pitufos', compuesto por jóvenes suplentes que encaraban el torneo colombiano mientras los jugadores titulares estaban en concentración para los juegos de la Copa Libertadores; en esta misma formación estuvieron otros elementos importantes como el propio de Ávila, Albeiro Usuriaga y John Édison Castaño.
Escobar se mantuvo en el conjunto escarlata por 12 años convirtiéndose en uno de los ídolos más grandes de la institución. Tiene el récord vigente de más partidos disputados con el América por Liga 501 y sumando sus 79 juegos internacionales oficiales el segundo jugador con más partidos disputados, después de Anthony de Ávila. En total anotó 88 goles con el equipo escarlata, así por Liga 74 goles, por Copa Libertadores 10 goles, por Copa Conmebol 4 goles. y es uno de los jugadores con más títulos logrados en dicho conjunto, seis en total; también participó en las 4 finales de la Copa Libertadores que ha disputado el cuadro rojo de Cali. Es además el jugador escarlata que más clásicos vallecaucanos ha disputado con 54 en total.
Jugó igualmente pero sin tanto éxito en Millonarios de Bogotá y Deportivo Pereira. Hizo parte además del Atlético Mineiro de Brasil.
Con la Liga de Quito conquistó 4 títulos de la Serie A y jugó 4 ediciones de la Copa Libertadores llegando hasta octavos de final. Este último fue el club de su retiro como jugador; se le organizó un partido de despedida disputado en la Casa Blanca entre Liga y los Amigos de Escobar, conformado por jugadores de renombre como Faustino Asprilla, Freddy Rincón, Álex Aguinaga, Anthony de Ávila, entre otros.
Cabe destacar que figura en la nómina ideal de todos los tiempos de dos grandes cuadros del continente: el América y la Liga de Quito.

### Selección nacional
También estuvo en la Selección de fútbol de Colombia que participó en las eliminatorias mundialistas para la Copa Mundial de Fútbol de 1986 bajo la dirección del médico Gabriel Ochoa Uribe
Escobar hizo su debut internacional el 3 de noviembre de 1985 (con sólo 20), cuando jugaba en el América de Cali, en el partido contra Paraguay para la Copa Mundial de Fútbol de 1986 la calificación. El partido terminó con una victoria 2-1, pero Colombia (que había perdido el juego anterior 4-0) fue eliminado.
Dos años más tarde formó parte de la selección nacional para la Copa América 1987, en la que Colombia terminó en tercer lugar. Escobar sólo jugó un partido, la victoria por 2-1 ante el anfitrión Argentina en el partido por el tercer lugar. 
Durante la era de Francisco Maturana, y al estar Carlos Valderrama lesionado, Escobar anotó su único gol para el equipo nacional a los 74 minutos del empate 2-2 contra Corea del Sur el 26 de febrero de 1994 en un partido amistoso como parte de la preparación para la Copa Mundial de Fútbol de 1994, y aunque tuvo una destacada actuación, a la postre no fue tenido en cuenta para la nómina final que disputó el torneo orbital en suelo estadounidense.

## Trayectoria como asistente técnico
En 2005, al poco tiempo de su retiro en Ecuador, Escobar fue designado asistente técnico en su club, la Liga de Quito; luego en 2007 regresa al América como asistente técnico del paraguayo Roberto Cabañas, su estelar compañero en los 80s en el equipo escarlata de Cali. Ante los malos resultados durante su gestión, Cabañas fue despedido de la institución vallecaucana y Escobar quedó como técnico encargado del cuadro profesional para los partidos restantes del torneo, en los que la divisa de los Diablos Rojos mostró una recuperación ostensible en su juego, aunque no fue suficiente para clasificar a los cuadrangulares. Para el campeonato siguiente Diego Edison Umaña es nombrado técnico en propiedad y Escobar pasa a ser su asistente, con quien se ha mantenido desde entonces en 2 procesos en el América (2007-2009 y lo que va de 2013), y Junior de Barranquilla en 2010. Desde 2014 y tras su última intervención con América junto a Umaña, se desempeña como adjunto de Walter Aristizabal en Unión Comercio de Perú.

## Estadísticas como jugador
- Actualizado el 3 de marzo de 2017.

| Competición           | Partidos | Goles | Promedio |
| --------------------- | -------- | ----- | -------- |
| Liga                  | 800      | 110   | 0.14     |
| Copas internacionales | 78       | 13    | 0.17     |
| Selección Colombia    | 12       | 1     | 0.08     |
| Total                 | 890      | 124   | 0.14     |

## Como jugador
| Club              | País     | Año       | Partidos | Goles |
| ----------------- | -------- | --------- | -------- | ----- |
| América de Cali   | Colombia | 1983-1996 | 578      | 88    |
| Atlético Mineiro  | Brasil   | 1996      | 8        | 0     |
| Liga de Quito     | Ecuador  | 1997-2000 | 129      | 27    |
| Millonarios       | Colombia | 2001      | 21       | 0     |
| Deportivo Pereira | Colombia | 2001      | 21       | 0     |
| Liga de Quito     | Ecuador  | 2002-2005 | 111      | 8     |
| Total             | Total    | Total     | 878      | 123   |

## Selección nacional

#### Apariciones
| Selección | Año   | Part. | Goles |
| --------- | ----- | ----- | ----- |
| Colombia  | 1985  | 1     | 0     |
| Colombia  | 1987  | 1     | 0     |
| Colombia  | 1991  | 2     | 0     |
| Colombia  | 1994  | 7     | 1     |
| Colombia  | 1995  | 1     | 0     |
| Total     | Total | 12    | 1     |

#### Participaciones enEliminatorias del Mundial
| Eliminatoria                         | Sede del Mundial | Posición                                        | Resultado | PJ | GA | Asis |
| ------------------------------------ | ---------------- | ----------------------------------------------- | --------- | -- | -- | ---- |
| Eliminatorias Mundial de México 1986 | México           | 3°lugar 6pts Grupo 1 (Perdedor Repesca Interna) | Eliminado | 2  | 0  | 0    |

#### Participaciones enCopas América
| Torneo            | Sede      | Resultado    | PJ | GA | Asis |
| ----------------- | --------- | ------------ | -- | -- | ---- |
| Copa América 1987 | Argentina | Tercer lugar | 1  | 0  | 0    |

## Como asistente
| Club                   | País     | Año       | Asistente de        |
| ---------------------- | -------- | --------- | ------------------- |
| Liga de Quito          | Ecuador  | 2005-2006 | Juan Carlos Oblitas |
| América de Cali        | Colombia | 2007-2009 | Diego Edison Umaña  |
| Junior de Barranquilla | Colombia | 2010      | Diego Edison Umaña  |
| Juan Aurich            | Perú     | 2011      | Diego Edison Umaña  |
| América de Cali        | Colombia | 2013      | Diego Edison Umaña  |
| Unión Comercio         | Perú     | 2014-2015 | Walter Aristizábal  |
| América de Cali        | Colombia | 2024 - I  | César Farías        |
| América de Cali        | Colombia | 2024 - II | Jorge da Silva      |

## Como director técnico
| Equipo                     | País              | Desde               | Hasta              | Partidos | Partidos | Partidos | Partidos | Partidos | Partidos | Partidos | Partidos    |
| Equipo                     | País              | Desde               | Hasta              | PJ       | PG       | PE       | PP       | GF       | GC       | DG       | Rendimiento |
| -------------------------- | ----------------- | ------------------- | ------------------ | -------- | -------- | -------- | -------- | -------- | -------- | -------- | ----------- |
| Orsomarso                  | Colombia          | 10 de junio de 2016 | 31 de mayo de 2017 | 40       | 15       | 12       | 13       | 48       | 49       | -1       | 47.5%       |
| América de Cali (Interino) | Colombia          | 15 de enero de 2024 |                    | 0        | 0        | 0        | 0        | 0        | 0        | 0        | 0%          |
| Consolidado Total          | Consolidado Total | Consolidado Total   | Consolidado Total  | 40       | 15       | 12       | 13       | 48       | 49       | -1       | 47.5%       |

## Palmarés

### Títulos como futbolista
| Título              | Club              | País     | Año  |
| ------------------- | ----------------- | -------- | ---- |
| Campeonato Reservas | América de Cali B | Colombia | 1981 |
| Primera División    | América de Cali   | Colombia | 1984 |
| Primera División    | América de Cali   | Colombia | 1985 |
| Primera División    | América de Cali   | Colombia | 1986 |
| Primera División    | América de Cali   | Colombia | 1990 |
| Primera División    | América de Cali   | Colombia | 1992 |
| Serie A de Ecuador  | LDU Quito         | Ecuador  | 1998 |
| Serie A de Ecuador  | LDU Quito         | Ecuador  | 1999 |
| Serie A de Ecuador  | LDU Quito         | Ecuador  | 2003 |
| Serie A de Ecuador  | LDU Quito         | Ecuador  | 2005 |

### Títulos como asistente técnico
| Título                    | Club                   | País     | Año  |
| ------------------------- | ---------------------- | -------- | ---- |
| Torneo Finalización       | América de Cali        | Colombia | 2008 |
| Torneo Apertura           | Junior de Barranquilla | Colombia | 2010 |
| Primera División del Perú | Juan Aurich            | Perú     | 2011 |

### Distinciones individuales
| Distinción                                               | Año  |
| -------------------------------------------------------- | ---- |
| Goleador de la Copa Conmebol (4 goles)                   | 1995 |
| Reconocimiento como Jugador Insignia del América de Cali | 2013 |